# Selina Heregger
Selina Heregger (Lienz, 24 aprile 1977) è un'ex sciatrice alpina austriaca che gareggiava soprattutto nelle prove veloci, vincitrice della Coppa Europa nel 2000.

## Biografia

### Stagioni 1995-2001
La Heregger, nata a Lienz e originaria di Irschen, iniziò a partecipare a gare FIS nel dicembre del 1994; esordì in Coppa Europa il 5 gennaio 1995 a Tignes, classificandosi 35ª in discesa libera, e in Coppa del Mondo il 20 dicembre 1995, nel supergigante di Veysonnaz che chiuse al 45º posto. Il 19 gennaio 1996 ottenne a Krompachy Plejsy in slalom gigante il suo primo podio in Coppa Europa (2ª) e nel febbraio successivo conquistò la medaglia d'oro nella discesa libera e nella combinata e quella d'argento nello slalom gigante durante i Mondiali juniores di Hoch-Ybrig; inoltre a fine stagione in Coppa Europa risultò vincitrice della classifica di slalom gigante.
Nel 1999-2000, con tre vittorie (tra le quali la prima in carriera, nel supergigante di Villars-sur-Ollon del 4 febbraio) e altri otto piazzamenti a podio, riuscì a vincere la Coppa Europa e la classifica di slalom gigante, mentre in quella di supergigante fu 3ª. Nel 2001 prese parte ai Mondiali di Sankt Anton am Arlberg, sua unica presenza iridata, dove conquistò la medaglia di bronzo nella prova di discesa libera arrivando dietro alle connazionali Michaela Dorfmeister e Renate Götschl.

### Stagioni 2002-2005
Il 2 e il 3 febbraio 2002 la sciatrice austriaca conquistò i suoi due unici podi in Coppa del Mondo, giungendo 2ª in discesa libera e 3ª in combinata a Åre. Quello stesso anno partecipò anche ai XIX Giochi olimpici invernali di Salt Lake City 2002, sua unica presenza olimpica, piazzandosi 6ª nella discesa libera, 11ª nel supergigante e non completando lo slalom gigante.
Nel 2005, anno del suo ritiro, vinse la sua ultima gara in Coppa Europa, il supergigante di Sarentino del 4 febbraio, e prese il via per l'ultima volta a una gara di Coppa del Mondo, la discesa libera di San Sicario del 26 febbraio che chiuse al 36º posto; pochi giorni dopo, il 7 marzo, salì per l'ultima volta sul podio in Coppa Europa classificandosi 2ª nel supergigante disputato a Roccaraso. Si congedò dal Circo bianco in occasione dello slalom gigante dei Campionati austriaci 2005, il 17 marzo a Nauders, senza completare la prova.

## Palmarès

### Mondiali
- 1 medaglia:
  - 1 bronzo (discesa libera a Sankt Anton am Arlberg 2001)

### Mondiali juniores
- 3 medaglie:
  - 2 ori (discesa libera, combinata a Hoch-Ybrig 1996)
  - 1 argento (slalom gigante a Hoch-Ybrig 1996)

### Coppa del Mondo
- Miglior piazzamento in classifica generale: 17ª nel 2002
- 2 podi:
  - 1 secondo posto
  - 1 terzo posto

### Coppa Europa
- Vincitrice della Coppa Europa nel 2000
- Vincitrice della classifica di slalom gigante nel 1996 e nel 2000
- 23 podi:
  - 4 vittorie
  - 11 secondi posti
  - 8 terzi posti

#### Coppa Europa - vittorie
| Data             | Località          | Paese    | Specialità |
| ---------------- | ----------------- | -------- | ---------- |
| 4 febbraio 2000  | Villars-sur-Ollon | Svizzera | SG         |
| 14 febbraio 2000 | Sierra Nevada     | Spagna   | GS         |
| 15 febbraio 2000 | Sierra Nevada     | Spagna   | GS         |
| 4 febbraio 2005  | Sarentino         | Italia   | SG         |

Legenda:

SG = supergigante

GS = slalom gigante

### South American Cup
- Miglior piazzamento in classifica generale: 17ª nel 2001
- 2 podi:
  - 1 vittoria
  - 1 secondo posto

#### South American Cup - vittorie
| Data           | Località    | Paese | Specialità |
| -------------- | ----------- | ----- | ---------- |
| 26 agosto 2000 | El Colorado | Cile  | SG         |

Legenda:

SG = supergigante

### Campionati austriaci
- 6 medaglie[1]:
  - 2 argenti (discesa libera, supergigante nel 2000)
  - 4 bronzi (combinata nel 1997; slalom gigante nel 2000; slalom gigante nel 2002; discesa libera nel 2003)

### Campionati austriaci juniores
- 6 medaglie[1]:
  - 3 ori (slalom gigante nel 1994; combinata nel 1995; discesa libera nel 1996)
  - 2 argenti (supergigante nel 1994; discesa libera nel 1995)
  - 1 bronzo (slalom speciale nel 1995)